# Archer John Porter Martin
Pour les articles homonymes, voir Porter et Martin.
Archer John Porter Martin (1er mars 1910 à Londres - 28 juillet 2002) est un chimiste britannique et colauréat du prix Nobel de chimie de 1952.

## Biographie
Il effectue ses études supérieures de chimie et biochimie à l'université de Cambridge. Entre 1933 et 1938 il est employé par la Dunn Nutritional Laboratory puis rejoint ensuite la Wool Industries Research Association de Leeds (de 1938 à 1945. Il dirige par la suite la division de recherche biochimique de la Boots Pure Drug Company à Nottingham. En 1959, il est nommé l'un des directeurs des Abbotsbury Laboratories. Il est fait Compagnon de l'Empire britannique en 1960.
Il est l'un des coinventeurs, avec Richard Laurence Millington Synge, de la chromatographie de partage, technique qui permet de séparer des mélanges d'acides aminés en fonction de leur tendance hydrophile. Lui et Richard Laurence Millington Synge sont colauréats du prix Nobel de chimie de 1952 « pour leur invention de la chromatographie de partage ».
Après sa retraite de l'Université du Sussex, il a été professeur invité à l'Université de Houston au Texas et à l'EPFL (École Polytechnique Fédérale de Lausanne) en Suisse,.